# Moonbuilding 2703 AD
Moonbuilding 2703 AD, Movement of Orb nation, part 1 is een studioalbum van The Orb. De muziekgroep binnen de ambient house kwam via dit album met hun eerste nieuwe repertoire sinds 2009. Ze deden vier jaar over dit album, werkend in de Lab geluidsstudio in Berlijn. Het hoesontwerp kwam van Cristabel Christo.
Het album wist een week lang plaats 90 te veroveren in de Britse albumlijst. In Nederland stond het een week genoteerd op plaats 84 in de Album Top 100, In België kwam het niet verder dan plaats 158 in de Vlaamse Album Top 200.

## Musici
- Alex Paterson, Thomas Fehlmann – elektronica

## Muziek
| Nr. | Titel                | Duur  |
| --- | -------------------- | ----- |
| 1.  | God’s mirrorball     | 14:44 |
| 2.  | Moon scapes 2703 BC  | 14:40 |
| 3.  | Lunar caves          | 9:13  |
| 4.  | Moonbuilding 2703 AD | 13:06 |